# (113) Amalthée
Pour les articles homonymes, voir Amalthée.
Ne doit pas être confondu avec Amalthée (lune).
(113) Amalthée (désignation internationale : (113) Amalthea) est un astéroïde de la ceinture principale, découvert par Robert Luther le 12 mars 1871.
(113) Amalthée est un astéroïde de type A, donc riche (> 80 %) en olivine, au moins en ce qui concerne les roches de sa surface.

## Satellite
Le 12 juillet 2017 est annoncée la découverte, par occultation d'une étoile, d'un satellite autour de (113) Amalthée, désigné S/2017 (113) 1. L'annonce est cependant rétractée le 17 juillet 2021 en raison d'une erreur de codage du logiciel de réduction des données.

## Nom
Ne pas confondre avec Amalthée (lune)